# 羅亞族
羅亞族（Lloa），為臺灣原住民族平埔族群。分布於雲林縣、嘉義縣市到臺南市新營以北一帶附近。本族與阿立昆族（Arikun）由伊能嘉矩紀錄到斗六柴裡社、斗六東的熟番自稱為「Hoanya」，後來的語言學家即將諸羅山社、打貓社、斗六門社、他里霧社、哆囉嘓社，貓羅社、南投社、北投社、萬斗六社等社番人，歸類為 Hoanya 族。然而根據鍾幼蘭、翁佳音等學者指出：洪雅是由臺語 Hoan-á（番仔）轉化而來，台灣很可能並不存在洪雅族，認為羅亞族與阿立昆族兩者應屬於不同民族。目前因同化而已難以辨別。

## 早期部落
- 斗六社(Talack)：斗六、古坑。
  - 柴里社：斗六市三光里，與斗六門社又合稱斗六柴里社。
- 他里霧社(Talivu)：斗南、大埤。
- 貓兒干社(Badsikan) ：崙背、麥寮。
- 猴悶社：斗南、土庫。
  - 土庫王社(Docowang)：土庫。[2] 屬猴悶社之社。
- 南社：臺西、東勢、四湖。
- 笨港社：北港、水林、口湖、新港、六腳、東石。
- 打貓社(Dovaha)：嘉義縣民雄鄉。
- 諸羅山社(Tirocen)：嘉義市西區。諸羅山社為現今嘉義市西區番社里（民國99年里鄰整併前原稱社內里），舊名番社內，是諸羅山社舊址。
- 哆囉嘓社(Doroko)：臺南市東山區東山里、東正里、東中里。
- 鹿陶洋社(Lohotan)：臺南市楠西區鹿陶洋。

## 外部連結
- 平埔文化專題(平埔文化資訊網)，中央研究院民族學研究所數位典藏
- 中央研究院南島語數位典藏
- 中央研究院語言學研究所